# Sadyattès
Sadyattès (grec ancien : Σαδυαττης ; latin : Sadyattēs ; régna 637– c. 635 BC) est le troisième roi de la dynastie Mermnad en Lydie. Il est le fils d'Ardys II, le père d'Alyatte II et le grand-père de Crésus. Il fit aux Milésiens une guerre qui fut terminée sous son fils.

## Règne

### Contexte
Sadyattès arrive au pouvoir pendant la période de crise sévère à laquelle la Lydie est confrontée en raison de plusieurs vagues d'invasions par les Cimmériens, un peuple nomade de la steppe eurasienne qui envahit l'Asie occidentale. Les Cimmériens attaquent la Lydie plusieurs fois mais sont repoussés par le grand-père de Sadyattès, Gyges, mais en 644 av. J.-C., les Cimmériens attaquent la Lydie pour la troisième fois, dirigés par leur roi Lygdamis. Les Lydiens sont vaincus, Sardes est mise à sac et Gyges est tué, après quoi il est remplacé par son fils, Ardys, qui est le père de Sadyattès.
En 637 av. J.-C., c'est-à-dire dans la septième année de règne d'Ardys, la tribu Thrace, les Treres, migre à travers le Bosphore et envahit l'Anatolie. Sous leur roi Kobos, et en alliance avec les Cimmériens et les Lyciens, ils attaquent la Lydie. Ils battent les Lydiens et pillent une seconde fois la capitale lydienne de Sardes, à l'exception de sa citadelle. Il est probable qu'Ardys soit tué lors de cette attaque cimmérienne, ou qu'il soit déposé pour incapacité à protéger la Lydie des attaques cimmériennes,.

### Règne
Le règne de Sadyattès est encore plus éphémère que celui de son père Ardys : bien qu'Hérodote affirme que Sadyattès règne pendant douze ans, les estimations modernes lui donnent un règne beaucoup plus court de seulement deux ans. On sait peu de choses sur le règne de Sadyattès, sauf qu'il commence une guerre avec la ville maritime grecque ionienne de Milet.

### Fin de règne
Le règne de Sadyattès s'est terminé en 635 av. J.-C. Il est possible que, comme son grand-père Gygès, il soit mort en combattant les Cimmériens. Alternativement, Sadyattès aurait pu être déposé pour ne pas avoir protégé la Lydie des attaques cimmériennes. Il est remplacé par son fils Alyattes, qui continue la guerre contre Milet et transforme la Lydie en un puissant empire.

### Conséquences
Peu après 635 av. J.-C., avec l'approbation assyrienne et en alliance avec les Lydiens, les Scythes sous leur roi Madyes entrent en Anatolie, expulsent les Trères d'Asie Mineure et vainquent les Cimmériens afin qu'ils ne constituent plus une menace. Après cela, les Scythes étendent leur domination à l'Anatolie centrale jusqu'à ce qu'ils soient eux-mêmes expulsés par les Mèdes d'Asie occidentale dans les années 600 av J.-C. Cette défaite finale des Cimmériens est menée par les forces conjointes de Madyes, à qui Strabon attribue l'expulsion des Cimmériens d'Asie Mineure, et du fils de Sadyattès, le roi Alyattes de Lydie, dont Hérodote et Polyène prétendent finalement avoir vaincu les Cimmériens.